# Josafá Macedo

Josafá Macedo, na galeria de ex-prefeitos de Mariana.

Josafá Macedo foi um médico e político de Minas Gerais.

## Biografia
Josafá Macedo era natural de Luz, oeste mineiro. Realizou seus estudos iniciais em Juiz de Fora, pela Academia do Comércio. Na mesma cidade formou-se no curso de Farmácia. Posteriormente foi para o Rio de Janeiro, tendo se formado em Medicina, em 1922. Também esteve na Europa, estudando e clinicando.
De volta ao Brasil, clinicou inicialmente em Belo Horizonte. Teve grande prestigio, todavia, pelo trabalho que exerceu na Companhia Minas da Passagem, em Passagem de Mariana, como médico-cirurgião. Pelo bom trabalho realizado, foi convidado por Getúlio Vargas e Benedito Valadares para assumir o executivo marianense.

## Política
Foi prefeito municipal de Mariana entre 1934 e 1943. Ficou quase dez anos no poder, por conta do contexto político nacional, advindo da Revolução de 1930 e da instituição do Estado Novo, em 1937. Sua administração do executivo, ficou marcada pelo desenvolvimento de Mariana.

### Patrimônio histórico
Em 1937 organizou um decreto-lei que definia que todas as casas construidas à direita do Ribeirão do Carmo, deveriam obedecer ao estilo colonial. A partir disso, as construções em outros estilos deveriam ser reconstruidas. Um ano depois, em 1938, o núcleo urbano marianense foi tombado a nível federal, com importante ação do Salomão de Vasconcelos.
Macedo havia convidado o historiador Salomão de Vasconcelos para organizar um arquivo histórico para o município de Mariana (atual Casa Setecentista de Mariana). Visando resgatar a História da cidade. Por esse trabalho, Vasconcelos foi chamado para integrar o SPHAN. Ocupando um cargo importante dentro da organização do orgão, e sendo também presidente do IHGMG, ele contribuiu positivamente para o tombamento da maior parte dos monumentos históricos de Mariana.
Entre os primeiros tombamentos, que ocorreram durante o afastamento de Macedo e a curta gestão do presidente da Câmara, Celso Arinos Mota, pode-se destacar a Igreja de Nossa Senhora das Mercês, a Capela de Nossa Senhora dos Anjos, a Igreja de Nossa Senhora do Carmo, a Igreja de São Francisco de Assis, a Igreja Catedral de Nossa Senhora da Assunção, a Capela de Santana, a Igreja de Nossa Senhora do Rosário, o Seminário Menor (atual ICHS), Casa de Câmara e Cadeia, Casa Capitar, os passos, fontes e o casarão do Barão de Pontal.
Essas ações de Macedo contribuiram para que, em 1945, a cidade se tornasse Monumento Nacional, pelo decreto de Getúlio Vargas. A cerimônia ocorreu em julho, durante as comemorações do aniversário da cidade. Naquele contexto, o governo municipal era exercito pelo Salvador Ferrari.

## Homenagens
Há, no centro de Mariana, a rua Josafá Macedo.